# Bertolonia venezuelensis
Bertolonia venezuelensis är en tvåhjärtbladig växtart som beskrevs av John Julius Wurdack. Bertolonia venezuelensis ingår i släktet Bertolonia och familjen Melastomataceae. Inga underarter finns listade i Catalogue of Life.